# Degema (langue)
Le degema est une langue édoïde parlée au Nigeria dans l’État de Rivers.

## Écriture
| a  | ạ | b | ḅ | d | ḍ  | e | ẹ | f | g  |
| gb | i | ị | j | k | kp | l | m | n | nw |
| ny | ñ | o | ọ | p | r  | s | t | u | ụ  |
| ụu | v | w | y | z |    |   |   |   |    |